# Hobardzi
Hobardzi – wieś w Armenii, w prowincji Lorri. W 2011 roku liczyła 736 mieszkańców.